# Ми — Bellingcat
Ми — Bellingcat. Онлайн-розслідування міжнародних злочинів та інформаційна війна з Росією (англ. We Are Bellingcat: Global Crime, Online Sleuths, and the Bold Future of News) — автобіографічна розповідь Еліота Гіґґінса про журналістські розслідування за даними з відкритих джерел, що вийшла друком 2021 року.
У книжці йдеться про кар'єру Гіґґінса, його роль у заснуванні Bellingcat і використання цією організацією даних соціальних мереж для розслідування злочинних дій, які часто вчиняють російські державні органи.

## Публікація
«Ми — Bellingcat» опублікувало видавництво Bloomsbury 2021 року. 

## Синопсис
У книжці розповідається про життя Гіґґінса: як він кинув коледж, розпочав вести власний блог та його хобі — використання застосунку Google Earth для встановлення точного місця насильницьких подій. У ній задокументовано його онлайн-діяльність з аналізу Першої громадянської війни в Лівії, коли він ще працював на «нецікавій роботі».
У книжці описано створення Bellingcat 2014 року та роботу Гіґґінса з розслідування збиття рейсу MH17, коли розслідувачі використали зображення, зібрані з соціальних мереж, аби продемонструвати, що літак було збито за допомогою російської ракетної системи «Бук». У ній також ідеться про розслідування використання Башаром Асадом хімічної зброї в Сирії, діяльності неонацистів у Шарлотсвіллі та причетності Росії до отруєння Сергія та Юлії Скрипалів та Олексія Навального.
У книжці описано роль Гіґґінса в Консультативній раді з технологій Міжнародного кримінального суду.

## Критика
Емі Зеґарт, журналістка Foreign Policy, описує її як «мемуари, маніфест і поліційну процедуру: ЦРУ для міжнародних відносин». Зеґарт також відзначає схильність Гіґґінса зосереджуватися на перевагах громадянської журналістики з відкритими даними без відповідних роздумів про пов'язані з цим потенційні ризики.
Енн Гарріс, журналістка The Irish Times, характеризує цю книжку як «захопливу» і таку, що приковує читацьку увагу. Пітер Невілл-Гедлі, журналіст South China Morning Post, хвалив книгу за її відкритість, що дозволяє читачам судити про все самостійно.
У лютому 2021 року The Times і The Week обрали «Ми — Bellingcat» книгою тижня The Week схарактеризував її як «надзвичайно захопливу».
Джонатан Ґрін, журналіст The New York Times, назвав її «потужною» і «напучуванням до дії».

## Переклади українською
2022 року у видавництві Наш Формат вийшов друком переклад українською мовою. Перекладачка з англійської — Орина Ємельянова.

## Нагороди
Книжка року за всеукраїнським рейтингом "Книжка року"-2022